# Château-l'Hermitage
Château-l'Hermitage är en kommun i departementet Sarthe i regionen Pays de la Loire i nordvästra Frankrike. Kommunen ligger i kantonen Pontvallain som tillhör arrondissementet La Flèche. År 2022 hade Château-l'Hermitage 255 invånare.

## Befolkningsutveckling
Antalet invånare i kommunen Château-l'Hermitage
| Referens: INSEE |